# Elveția franceză

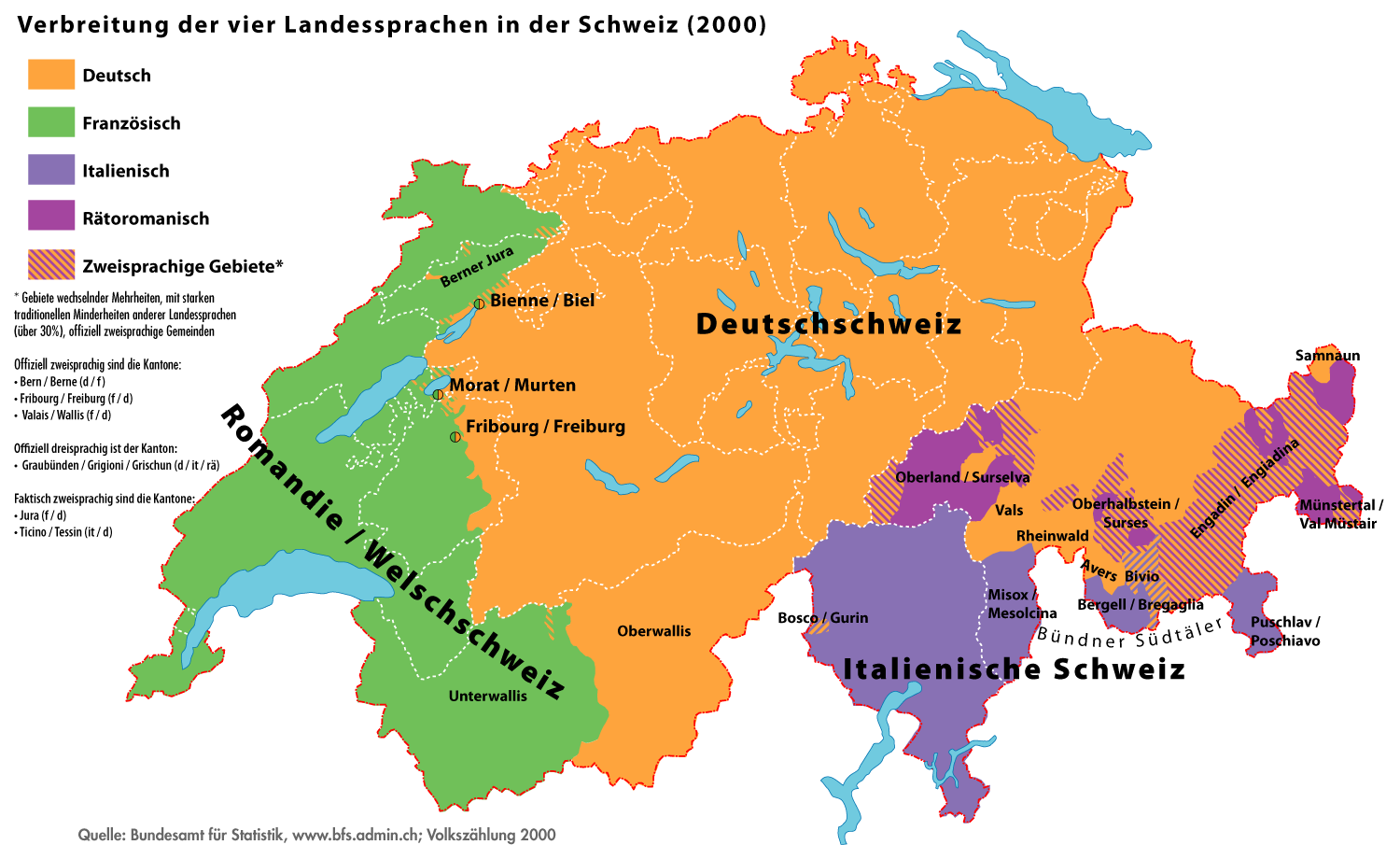
Harta lingvistică a Elveției

Elveția franceză (în franceză Suisse romande), cunoscutǎ de asemenea și ca Romandia, este o regiune francofonă, situatǎ în vestul Elveției (etimologic a avut aceeași evoluție istoricǎ ca și Normandia din Franța). Teritorial cuprinde urmǎtoarele cantoane: Geneva, Neuchâtel, Jura, Vaud, Valais (63,2% din populația cantonului), Fribourg (60%); de asemenea include și cantonul Berna în care este prezentă o populație franceză minoritarǎ (7,6% din populația cantonului). În Romandia locuiesc aproximativ 1,622,330 de locuitori (2012), adică 20.4% din populația din Elveției.

## Limba
Versiunea elvețianǎ a limbii franceze nu diferă mult de franceza standard în Franța. Există unele diferențe în formarea cifrelor, ca de exemplu, în versiunea franceză originală 90 se formează ca patru douăzeci-zece (Quatre-vingt-dix), pe când în versiunea elvețiană existǎ cuvântul Nonante.
Formal și din punct de vedere juridic Romandia ca regiune nu există și nu a existat niciodată, dar termenul este folosit pentru a desemna și a asocia locuitorii vorbitori de limbă franceză din Elveția. De asemenea pentru ei, există și un canal public de televiziune, TSR - Télévision Suisse Romande.